# 22Cans
22Cans – brytyjskie studio zajmujące się produkcją gier komputerowych, założone przez Petera Molyneux po odejściu przez niego ze studia Lionhead. 
Pierwszą grą opracowaną przez 22Cans był „wieloosobowy eksperyment społeczny” zatytułowany Curiosity: What’s Inside the Cube?, wydany 6 listopada 2014 roku. Kolejna gra – Godus – sfinansowana dzięki crowdfundingowi w serwisie Kickstarter, znajduje się we wczesnym dostępie od 2013 roku. We wrześniu 2016 roku ukazała się gra The Trail: A Frontier Journey.